# Zorzines japonica
Zorzines japonica är en fjärilsart som beskrevs av Inoue 1993. Zorzines japonica ingår i släktet Zorzines och familjen nattflyn. Inga underarter finns listade i Catalogue of Life.